# 派克貝鎮區 (明尼蘇達州卡斯縣)
派克貝鎮區（英語：Pike Bay Township）是一個位於美國明尼蘇達州卡斯縣的行政鎮區。

## 人口
根據2020年美國人口普查的數據，派克貝鎮區的面積為90.00平方千米，當中陸地面積為57.80平方千米，而水域面積為32.20平方千米。當地共有人口1713人，而人口密度為每平方千米19人。